# Wrans

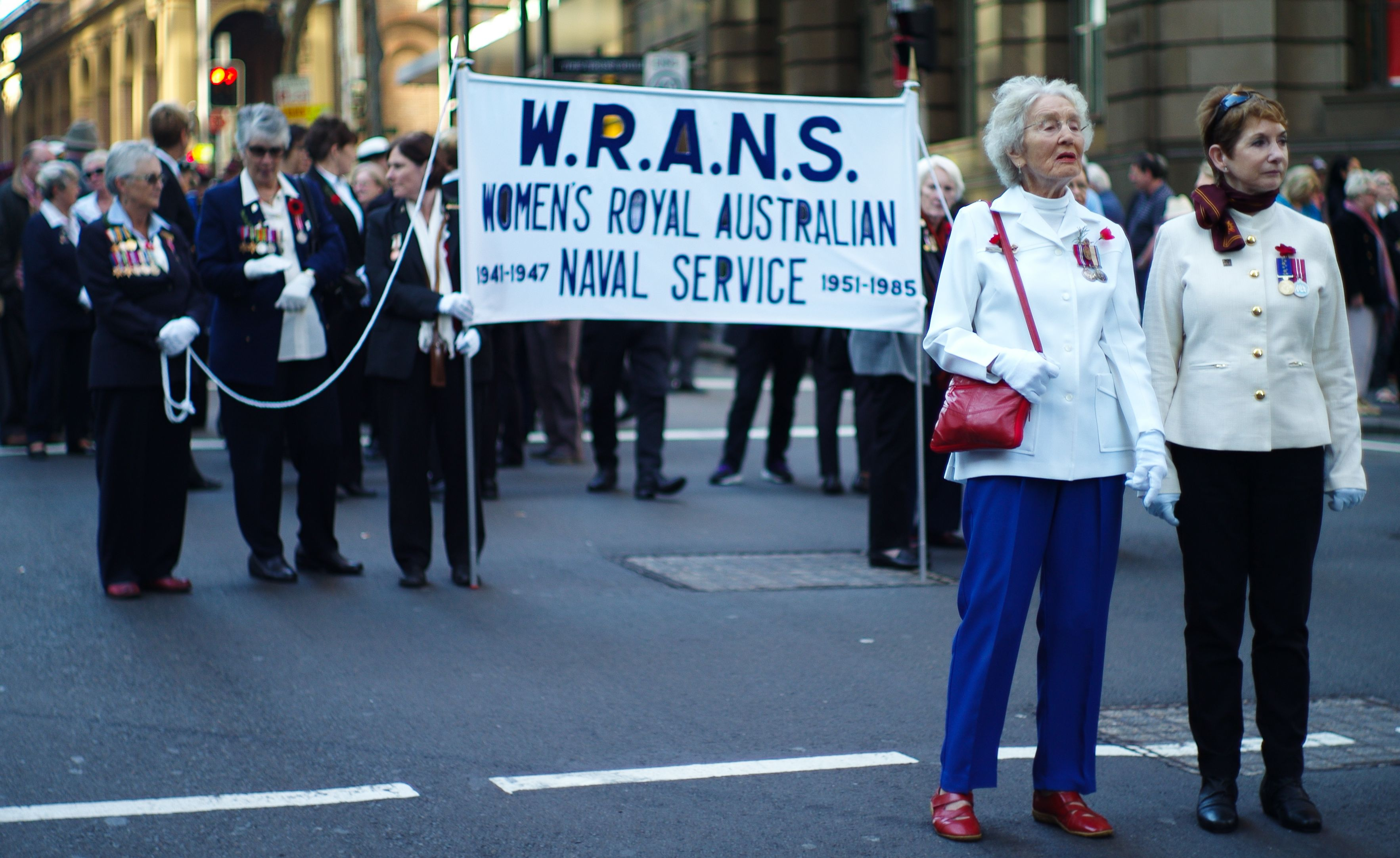
Veteraninnen des W.R.A.N.S. am ANZAC Day 2015 in Sydney

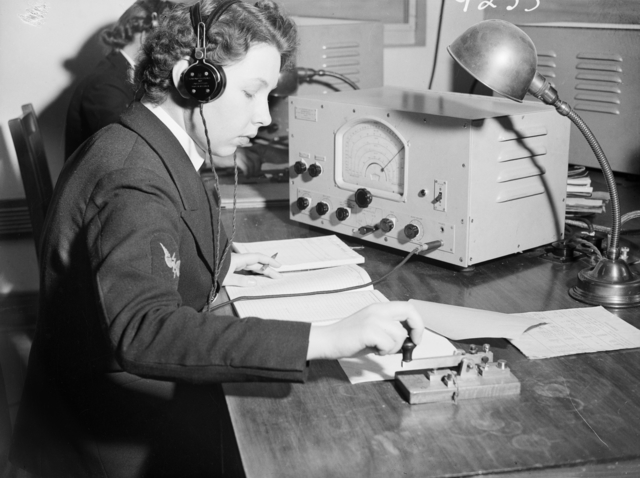
Funkerin auf dem Stützpunkt HMAS Harman in Canberra (1941)

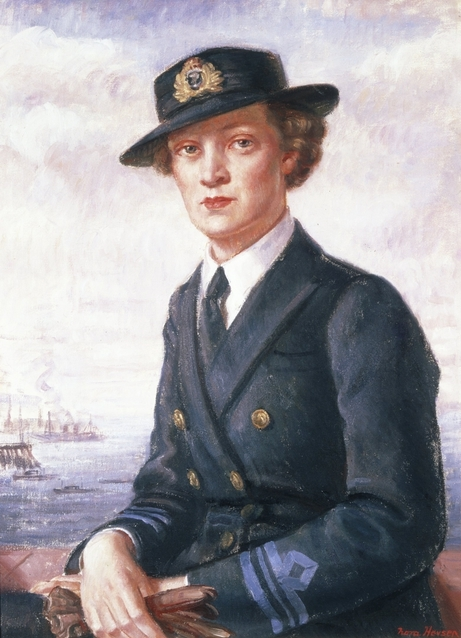
Sheila McClemans, die erste Direktorin der WRANS (1943)

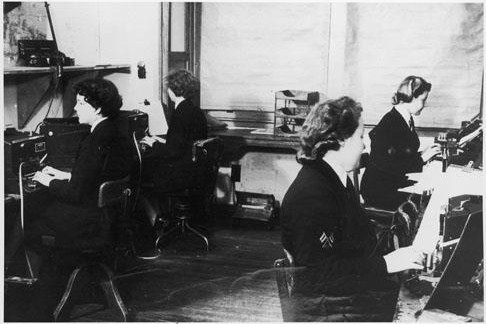
Nachrichtenhelferinnen der Fleet Radio Unit Melbourne (ca. 1944)

Der Women’s Royal Australian Naval Service (Abkürzung: WRANS oder W.R.A.N.S.), deutsch etwa „Königlich Australischer Marinedienst der Frauen“, im allgemeinen Sprachgebrauch auch WRANs oder Wrans geschrieben, bezeichnete den Teil der Royal Australian Navy (RAN), also der Kriegsmarine Australiens, der während des Zweiten Weltkriegs Frauen zugänglich war.

## Geschichte
Im April 1941 gab es insgesamt vierzehn Frauen bei der RAN. Die ersten, ausgebildet von Florence Violet McKenzie, arbeiteten als zivile Telegraphistinnen (Bild) auf dem Stützpunkt HMAS Harman am Stadtrand der australischen Hauptstadt Canberra. Vier Monate später wurde beschlossen, die Personalstärke der Frauen auf tausend zu erhöhen, um den akuten Mangel an männlichem Personal zu lindern, der seit dem Eintritt Australiens in den Zweiten Weltkrieg am 3. September 1939 entstanden war. 
Am 1. Oktober 1942 wurde der Zivilstatus für die Frauen abgeschafft und sie dienten fortan als Soldatinnen des WRANS für die RAN. Die Personalstärke wuchs während des Krieges auf etwa 2500 an, wobei zunächst Tätigkeiten wie Funkerin, Schreibkraft, Krankenschwester, Lageristin, Köchin ausgeübt wurden. Die letzte aus Kriegszeiten wurde 1948 entlassen, nachdem die Organisation 1947 aufgelöst worden war.
Im Jahr 1951 wurde der Dienst jedoch wiedergegründet und 1959 dann Teil der Permanent Naval Forces (PNF). Die Dienstaufgaben und auch die Dienstbedingungen glichen inzwischen nahezu denen ihrer männlichen Kollegen, mit der Ausnahme, dass WRANS nicht für Kampfeinsätze verwendet werden sollten. Dies schloss die Frauen von jeglichem Einsatz auf See aus. Einigen WRANS-Offizierinnen gab man jedoch die Möglichkeit zu einem bis zu dreiwöchigen Aufenthalt auf dem damaligen Ausbildungsschiff der RAN, der HMAS Jervis Bay.
Im Jahr 1985 wurde der Women’s Royal Australian Naval Service endgültig aufgelöst und die Frauen in die „reguläre“ Royal Australian Navy integriert. Mittlerweile sind Frauen in fast allen Bereichen des täglichen Marineeinsatzes, auch auf Kriegsschiffen, an vorderster Front im Einsatz.